# Liste de chansons construites sur la progression I-IV-V
Cet article établit une liste des chansons construites sur la progression d'accords dite I-IV-V. Cette liste est non exhaustive, car un grand nombre de chansons se basent sur cette progression d'accords, notamment dans le blues, mais aussi dans le rock 'n' roll et le rockabilly.
Cette progression d'accords suit la gamme majeure de I, en y intégrant la sous-dominante (IV) et la dominante (V) de la gamme majeure. Une progression d'accords typique est par exemple : I, I, I, I, IV, IV, I, I, V, IV, I, I (douze mesures).
Un morceau en la majeur construit sur ces accords comportera des accords de la, ré et mi. De même, un morceau en mi majeur comportera des accords de mi, la et si.

## Liste
| Chanson                                    | Interprète                    | Référence(s) |
| ------------------------------------------ | ----------------------------- | ------------ |
| La bamba                                   | Ritchie Valens                | ,            |
| Blitzkrieg Bop                             | Ramones                       | [ 6 ]        |
| Can't Get Enough                           | Bad Company                   | [ 7 ]        |
| Do You Wanna Dance?                        | Bobby Freeman                 | [ 8 ]        |
| Dressed for Success                        | Roxette                       | [ 4 ]        |
| Hanky Panky                                | Tommy James and the Shondells | [ 9 ]        |
| Here Comes the Sun                         | The Beatles                   | [ 3 ]        |
| Here I Go Again                            | Whitesnake                    | [ 4 ]        |
| Hotel Yorba                                | The White Stripes             | [ 4 ]        |
| I Fought the Law                           | Nombreux artistes             | [ 10 ]       |
| I Still Haven't Found What I'm Looking For | U2                            | ,            |
| Johnny B. Goode                            | Chuck Berry                   | [ 10 ]       |
| Let Me Love You                            | Jeff Beck                     | [ 11 ]       |
| Like a Rolling Stone                       | Bob Dylan                     | ,            |
| Louie Louie                                | Nombreux artistes             | [ 10 ]       |
| Man of Constant Sorrow                     | Nombreux artistes             | [ 10 ]       |
| Mr. Jones                                  | Counting Crows                | [ 4 ]        |
| Ramblin' Man                               | The Allman Brothers Band      | [ 12 ]       |
| Right in Time                              | Lucinda Williams              | [ 13 ]       |
| Ring of Fire                               | Johnny Cash                   | [ 10 ]       |
| Rock and Roll                              | Led Zeppelin                  | [ 4 ]        |
| Rock Me Baby                               | B. B. King                    | [ 1 ]        |
| That's Not My Name                         | The Ting Tings                | [ 4 ]        |
| This Land Is Your Land                     | Woody Guthrie                 | [ 10 ]       |
| Three Little Birds                         | Bob Marley and the Wailers    | [ 10 ]       |
| The Thrill Is Gone                         | B. B. King                    | [ 1 ]        |
| Time Is on My Side                         | The Rolling Stones            | [ 3 ]        |
| Twist and Shout                            | Nombreux artistes             | ,            |
| Walking by Myself                          | Gary Moore                    | [ 4 ]        |
| Wild Thing                                 | The Troggs                    | ,            |